# إمريك سانتو
إمريك سانتو (1921 – 29 يوليو 2011) هو مبارز بالسيف أسترالي راحل، مثّل بلاده في الألعاب الأولمبية الصيفية 1956.

## روابط خارجية
إمريك سانتو على موقع أوليمبيديا (الإنجليزية)
- إمريك سانتو على موقع اللجنة الأولمبية الأسترالية (الإنجليزية)